# Upadek Kismaju
Upadek Kismaju miał miejsce 1 stycznia 2007 roku kiedy wojska somalijskiego rządu tymczasowego wsparte siłami armii etiopskiej zdobyły miasto Kismaju. Ofensywa na miasto została podjęta po zwycięstwie sił rządowo-etiopskich w bitwie pod Jilib i wycofania się sił Unii Trybunałów Islamskich do miasta Kismaju, które było ostatnim bastionem wojsk trybunałów islamskich.

## Tło
Miasto Kismaju było stolicą autonomicznego stanu Jubaland, który od końca lat 90. XX wieku znajdował się pod kontrolą oddziałów Juba Valley Alliance. Siły te zostały wyparte z miasta w 2006 roku wraz z przybyciem do miasta wojsk Unii Trybunałów wspartych ponad 130 wozami technicznymi.

## Rozwój zdarzeń
Po upadku Mogadiszu siły rządowo-etiopskie skierowały się w celu zdobycia Kismaju. Widząc zaistniałą sytuacje, znaczna część wojsk trybunałów islamskich wycofała się z miasta. Jednakże po zakończeniu bitwy pod Jilib żołnierze trybunałów zaprzeczali jakoby ich wojska opuściły Kismaju.
Bitwa pod Jilib trwała zaledwie kilka godzin i zakończyła się odwrotem islamistów kierunku granicy z Kenią. Siły rządowe wsparte etiopską artylerią zajęły miasto Kismaju, 1 stycznia 2007 roku.
Władze Kenii zdecydowały się na zamknięcie granicy z Somalią co doprowadziło do zajęcia regionów przygranicznych przez stronę unii. Siły rządowe zdecydowały się na ostateczny atak na południe kraju i w bitwie o Ras Kmboni definitywnie pokonali siły islamistów.